# Jeziorek (województwo mazowieckie)
Jeziorek – osada leśna w Polsce położona w województwie mazowieckim, w powiecie mińskim, w gminie Mrozy.
Wieś szlachecka  Jeziorko położona była w drugiej połowie XVI wieku w powiecie garwolińskim  ziemi czerskiej województwa mazowieckiego.
Wierni kościoła rzymskokatolickiego należą do parafii św. Wojciecha w Jeruzalu.